# Xi An Glory International Financial Center
Das Xi An Glory International Financial Center (chinesisch: 西 安国瑞 国际 金融 中心) ist ein 75-stöckiges Gebäude in der Jinye Road im chinesischen Xi’an. Mit einer Höhe von 350 Metern ist es das 84. höchste Gebäude der Welt (Stand: August 2024) und das höchste Gebäude in Nordwestchina.
Das Gebäude wurde 2014 geplant. Die Bauarbeiten begannen 2015 und wurden 2022 abgeschlossen.